# Maison Hector-Authier
La maison Hector-Authier est une institution muséale située à Amos en Abitibi-Témiscamingue. Il s'agit de l'ancienne demeure de l'agent de terre et député Hector Authier (1881-1971).
Construite en 1912, cette demeure est considérée comme la première maison durable et stylisée de la région. Elle est aujourd'hui devenue un centre d’interprétation faisant découvrir la vie et l’œuvre de celui que l’on surnomme le «Père de l'Abitibi». 
L'organisme à but non lucratif de la maison Hector-Authier expose également l'histoire de l'Abitibi par son centre d'interprétation. Il raconte notamment l'histoire autochtone. 

## Histoire
Le secteur d'Amos a été occupé pendant des millénaires par les Abitibi, qui se désignent aujourd'hui par Abitibiwinnik. Ce peuple nomade habitait le territoire du bassin versant de la baie James au nord de la ligne de partage des eaux.  
Le mouvement de colonisation de l'Abitibi commence au début du XXe siècle. Sous le mandat de Wilfrid Laurier, la construction du chemin de fer transcontinental au Canada ouvre l'accès à l'Abitibi depuis les autres régions du Québec. Ces travaux ferroviaires en Abitibi débutent vers 1909 et se terminent en 1913-1914. 
Ivanhoë Caron, rattaché au ministère de la Colonisation, joue un rôle dans la propagande de colonisation de l'Abitibi et accompagne des familles en train. L'agent de terre Hector Authier accueille quant à lui les colons à leur arrivée. 
Les premiers colons s'établissent d'abord près des gares le long du chemin de fer. On assiste alors à la création des premières localités : Amos, La Sarre, Macamic et La Reine. La fondation d'Amos remonte à 1914, ce qui en fait la première ville de l'Abitibi. Amos a été privilégié pour sa proximité avec la rivière Harricana et le chemin de fer. 
C'est Hector Authier, entre 1914 et 1918, qui fut le premier maire d'Amos. Ce personnage a également été avocat et préfet du comté d'Abitibi et ministre de la colonisation. 
La maison d'Hector Authier, au cœur de la ville d'Amos et à proximité de la rivière Harricana, a été construite en 1912. Sur le même site fut aussi construit un édifice, en 1922, accueillant le bureau de l'Agence des terres du ministère de la Colonisation jusqu'en 1952. La maison Hector Authier a appartenu à la famille Authier jusqu'en 1999. La ville d'Amos en fit l'acquisition en 2005.

## Protection et mise en valeur
Le site de la maison Hector-Authier est d'un grand intérêt patrimonial, notamment pour sa valeur historique reposant sur son association avec le personnage d'Hector Authier, qui a joué un rôle majeur dans le développement de l'Abitibi. La maison Hector Authier, citée en 1992, se distingue aussi pour sa valeur architecturale. La demeure est un exemple d'architecture vernaculaire industrielle, style qui apparait au Québec vers le milieu du XIXe siècle et qui connait son apogée au début du XXe siècle.
La Maison Hector-Authier a été réaménagée dans le style des années 1930 et permet ainsi aux visiteurs de replonger dans l'univers des débuts de la colonisation. 
Le lieu d'interprétation de la maison Hector-Authier relève aujourd'hui de la Ville d’Amos. La personne responsable de l'institution est Ana Nunez-Gonzalez. 
Ce lieu d'interprétation propose également des animations extérieures pendant la saison estivale.   
Cet organisme fait partie du Réseau muséal de l'Abitibi-Témiscamingue (RMAT). Ce dernier lui a attribué un sceau de qualité, le Label Muséo-Famille, pour les nombreux services que l'organisme offre aux familles en visite. 